# Чиланзар (футбольный клуб)
«Чиланзар» — бывший узбекистанский футбольный клуб из города Ташкент. Основан не позднее 1993 года.

## История
В 1994 году выиграл финальный этап Второй лиги чемпионата Узбекистана. С сезона-1995 начал выступления в Первой лиге. В 1996 году стал 2-м в турнире и пробился в Высшую лигу.
В сезоне-1997 дебютировал в Высшей лиге, но выступил неудачно (16-е место) и выбыл в Первую лигу.
В 1998 году клуб покинул Первую лигу, а в 1999 году отказался от участия в чемпионате и Кубке Узбекистана из-за финансовых проблем.

## Достижения
- Победитель Второй лиги (1994).
- Серебряный призёр Первой лиги (1996).
- 16-е место в Высшей лиге (1997).
- Кубок Узбекистана: 1/4 финала (1996).

## Тренеры
- Рауф Инелеев[источник не указан 885 дней]
- Равшан Юнусов[источник не указан 885 дней]
- Мустафа Белялов[источник не указан 885 дней]
- Берадор Абдураимов[источник не указан 885 дней]
- Баходир Тошмухамедов[источник не указан 885 дней]